# Стельмах (монета)
«Сте́льмах» — пам'ятна монета номіналом 5 гривень, випущена Національним банком України, присвячена професії деревообробника. Стельмаство, основне призначення якого — виготовлення коліс, саней, возів, дуг тощо, відоме в Україні з давніх-давен і було одним з найпоширеніших промислів.
Монету введено в обіг 28 грудня 2009 року. Вона належить до серії «Народні промисли та ремесла України».

## Опис монети та характеристики
| Номінал грн. | Метал      | Маса, г | Діаметр, мм | Якість виготовлення       | Гурт     | Тираж, штук |
| ------------ | ---------- | ------- | ----------- | ------------------------- | -------- | ----------- |
| 5            | нейзильбер | 16,54   | 35,0        | спеціальний анциркулейтед | рифлений | 45 000      |

### Аверс
На аверсі монети розміщено: угорі малий Державний Герб України, під яким стилізований напис — «НАЦІОНАЛЬНИЙ/БАНК/УКРАЇНИ», у центрі — стилізоване зображення двох півників, ліворуч і праворуч — продукція стельмаського ремесла — вози, ярма, колеса, сани, притика. Декоративна орнаментальна центральна частина аверсу містить написи — «5»/ «ГРИВЕНЬ»/ «2009».

### Реверс

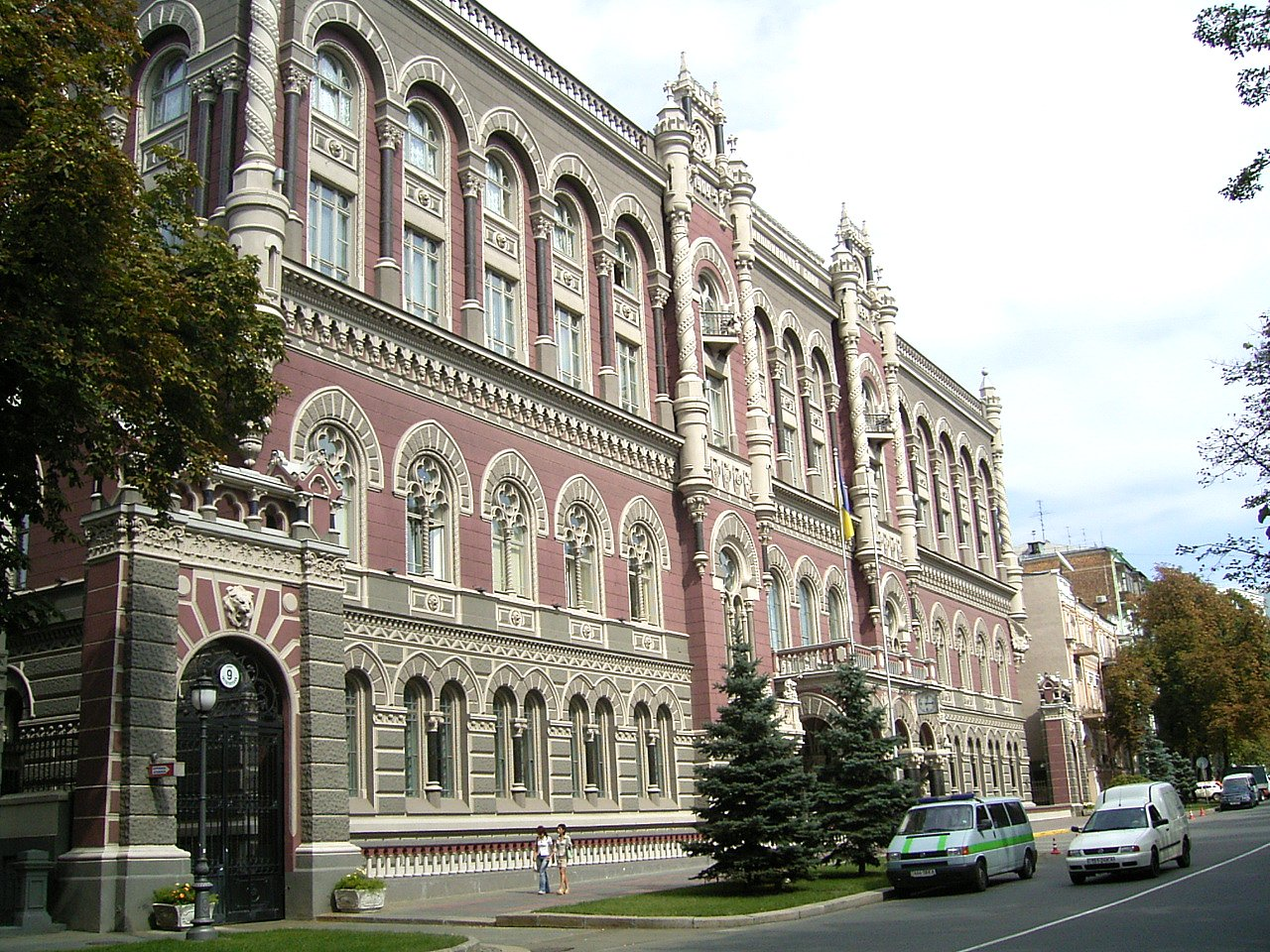
Будівля Національного банку України

На реверсі монет зображено деревообробника, який теше з дерева деталь воза. Угорі на тлі стилізованої дошки розміщено напис «СТЕЛЬМАХ», обабіч центральної композиції зображено декоративний орнамент.

## Автори
- Художники: Таран Володимир, Харук Олександр, Харук Сергій.
- Скульптор — Дем'яненко Володимир.

## Вартість монети
Ціна монети — 20 гривень була вказана на сайті Національного банку України в 2012 році.
Фактична приблизна вартість монети, з роками змінювалася так:
| Рік        | 2010 | 2011 | 2012 | 2013 | 2014 | 2015 | 2016 | 2017 | 2018 | 2019 | 2020 | 2021 | 2022 | 2023 | 2024 | 2025 |
| ---------- | ---- | ---- | ---- | ---- | ---- | ---- | ---- | ---- | ---- | ---- | ---- | ---- | ---- | ---- | ---- | ---- |
| Ціна, грн. | 25   | 25   | 25   | 30   | 25   | 32   | 44   | 55   | 70   | 75   | 80   | 85   | 115  | 210  | 270  | 310  |